# Mazuelas
Mazuelas es un despoblado español del municipio de Valderrábano, perteneciente a la provincia de Palencia, en la comunidad autónoma de Castilla y León.

## Historia
Hacia mediados del siglo XIX, el lugar, ya por entonces perteneciente al municipio de Valderrábano, estaba ya despoblado. Aparece descrito en el undécimo volumen del Diccionario geográfico-estadístico-histórico de España y sus posesiones de Ultramar de Pascual Madoz con las siguientes palabras:

MAZUELAS (casa de): desp. agregado al ayunt. de Valderrábano en la prov. de Palencia (12 leg.), part. jud. de Saldaña (2/12), aud. terr. y c. g. de Valladolid (20) dióc. de Leon (16). sit. al O. de las villas de Valdavia en terreno llano y apacible: su clima es frio muy combatido por todos los vientos y propenso á pulmonías y calenturas intermitentes, efecto de la humedad de su suelo. Tiene 1 casa bastante capaz que pertenecia al Sr. marqués de la Conquista, y antiguamente era un hermoso palacio de dicho señor, quien le enagenó con todos sus derechos y acciones á Don Manuel Alvarez vec. de Lario (prov. de Leon), asi como el territorio que comprende dicho desp. que es bastante productivo especialmente en toda clase de cereales y pastos de esquisita calidad: hay una igl. bajo la advocacion de San Pelayo, servida por 1 cura de entrada y presentacion de patronato; al N. de la casa y á 300 pasos de distancia está el sitio denominado el Soto, poblado de muchos y gruesos árboles de fresno, álamo, olmo, negrillo silvestre, roble, espinos y otros arbustos y en su centro una hermosa pradera y un molino harinero que muele 4 meses del año. ind.: la agrícola, el dicho molino y una casa de monta caballar y asnal.
(Madoz, 1848, p. 326)

## Patrimonio
Quedan en el lugar los restos de una ermita de San Pelayo.